# Невиліковне Це

Український постер до серіалу «Невиліковне Це»

«Невиліко́вне Це» (англ. The Big C)  — американський драмеді-телесеріал Дарлін Гант про життя з меланомою. Кейті (Лора Лінні) — стримана дружина та мати, живе на околиці міста. Дізнавшись про рак, жінка намагається пожвавити своє життя та віднайти надію, покращити настрій і побачити світлу сторону жахливої ситуації. У цьому їй допомагає морально незрілий, проте люблячий чоловік (Олівер Платт). Габурі Сідібе виконує роль серйозної студентки.
Зірка серіалів «Прослуховування» та «Лютер» Ідріс Ельба з'явиться щонайменше у чотирьох серіях і зіграє роль симпатії Лінні. Браян Кокс з'явиться у ролі батька Лінні. Синтія Ніксон виконає роль подруги Лори Лінні. Рейд Скотт стане онкологом, лікарем Тоддом. Оригінальною назвою серіалу було "Слово на «Р», але її змінили, оскільки на тому каналі є шоу "Слово на «Л»".
Лаям Нісон також епізодично з'явиться у серіалі.
Пілот серіалу вийшов 16 серпня 2010 року, разом з першою серією шостого сезону серіалу «Косяки».
Білл Кондон, володар премії Оскар, зрежисував пілот. Він привернув найбільшу глядацьку аудиторію для каналу Showtime за останні вісім років.
У вересні 2010 року канал Showtime замовив розробку сценарію для 2-го сезону серіалу.

## Серіал в Україні
В Україні серіал ще не транслювався, але існує любительський багатоголосий переклад від LPF TV.